# 松岡新
松岡 新（まつおか あらた、1994年12月21日 - ）は、日本のプロボクサー。兵庫県神戸市出身。第2代日本フライ級ユース王者。大成ボクシングジム所属。

## 人物
双子（二卵性双生児）の兄輝もプロボクサーで兄弟そろって小学5年生の時にボクシングジムへ入門。
有馬高校に進学。

## 来歴
2014年2月23日に明石市立産業交流センターで上久保タケルとライトフライ級4回戦を戦い、4回0-3（36-39×3）判定負けを喫してデビュー戦を白星で飾ることが出来なかったが、3か月後の試合では1回TKO勝ちでプロ初白星を飾った。
そして2018年12月2日に三田ホテルで行われた「三田から世界へ13」にて太田輝と日本フライ級ユース王座決定戦を行い、8回3-0（79-73、79-74、78-74）判定勝ちを収めて日本ユース王座獲得に成功。翌2019年5月5日に三田ホテルで行われた「三田から世界へ14」にて鷲尾樹貴也と日本ユースフライ級タイトルマッチを行い、8回3-0（78-74×2、77-75）判定勝ちを収めて日本ユース王座初防衛に成功。
2020年11月23日、三田市総合文化センター郷の音ホールで渡邉秀行と対戦し、8回3-0（79-73、78-74×2）で判定勝ちを収めた。

## 獲得タイトル
- 第2代日本フライ級ユース王座（防衛1=返上）

## 戦績
- プロボクシング - 19戦12勝7敗（6KO）

| 戦           | 日付           | 勝敗 | 時間    | 内容     | 対戦相手                   | 国籍 | 備考                                 |
| ------------ | -------------- | ---- | ------- | -------- | -------------------------- | ---- | ------------------------------------ |
| 1            | 2014年2月23日  | ★    | 4R      | 判定0-3  | 上久保タケル（井岡弘樹）   | 日本 | プロデビュー戦                       |
| 2            | 2014年5月6日   | ☆    | 1R 0:11 | TKO      | 山根駿介（ウォズ）         | 日本 |                                      |
| 3            | 2014年8月10日  | ★    | 4R      | 判定0-3  | 北村流生（六島）           | 日本 |                                      |
| 4            | 2014年11月1日  | ☆    | 4R      | 判定2-0  | 平井亮輝（千里馬神戸）     | 日本 |                                      |
| 5            | 2015年8月30日  | ★    | 4R      | 判定0-3  | チャンス望月（関門JAPAN）  | 日本 |                                      |
| 6            | 2015年12月27日 | ★    | 3R      | 負傷判定 | 勝江仁（高砂）             | 日本 |                                      |
| 7            | 2016年5月8日   | ★    | 4R      | 判定0-3  | 岡翔太 (BMB)               | 日本 | 2016年西日本ライトフライ級新人王予選 |
| 8            | 2016年12月11日 | ☆    | 4R      | 判定2-1  | 寺田晟人（真正）           | 日本 |                                      |
| 9            | 2017年5月5日   | ☆    | 3R 0:41 | KO       | 寺田晟人（真正）           | 日本 |                                      |
| 10           | 2017年11月5日  | ☆    | 5R 2:01 | TKO      | 桜井康弘（レパード玉熊）   | 日本 |                                      |
| 11           | 2018年4月29日  | ☆    | 4R 1:08 | TKO      | 坂田健太（神奈川渥美）     | 日本 |                                      |
| 12           | 2018年9月2日   | ★    | 4R 2:56 | KO       | 長田瞬志（堺東ミツキ）     | 日本 |                                      |
| 13           | 2018年12月2日  | ☆    | 8R      | 判定3-0  | 太田輝（五代）             | 日本 | 日本ユース・フライ級王座決定戦       |
| 14           | 2019年5月5日   | ☆    | 8R      | 判定3-0  | 鷲尾樹貴也（千里馬神戸）   | 日本 | 日本ユース防衛1→返上                 |
| 15           | 2019年11月17日 | ☆    | 8R      | 判定2-1  | 浅海勝太（ハラダ）         | 日本 |                                      |
| 16           | 2020年11月23日 | ☆    | 8R      | 判定3-0  | 渡邉秀行（DANGAN郡山）     | 日本 |                                      |
| 17           | 2022年4月24日  | ☆    | 5R 0:44 | TKO      | 東健史（ARITOMI）          | 日本 |                                      |
| 18           | 2022年9月3日   | ☆    | 2R 1:29 | TKO      | ジンナワット・リエンピット | タイ |                                      |
| 19           | 2023年4月16日  | ★    | 3R 3:01 | KO       | 井上夕雅（真正）           | 日本 |                                      |
| テンプレート |                |      |         |          |                            |      |                                      |